# Lestes vidua
Lestes vidua är en trollsländeart som beskrevs av Hagen 1861. Lestes vidua ingår i släktet Lestes och familjen glansflicksländor. Inga underarter finns listade i Catalogue of Life.